# باغ نیمه‌شب تام (مجموعه تلویزیونی ۱۹۸۹)
باغ نیمه‌شب تام یا رؤیای باغ در نیمه‌شب (به انگلیسی: Tom's Midnight Garden) مجموعه تلویزیونی محصول سال ۱۹۸۹ و به کارگردانی کریستین سکومب است. در این مجموعه تلویزیونی بازیگرانی همچون جرمی رمپلینگ، شوگان سیمور، ایزابل ایمیس، کارولین والدرون، رنی اشرسون، ریچارد گارنت و نوآ هانتلی ایفای نقش کرده‌اند.
این مجموعه تلویزیونی براساس باغ نیمه‌شب تام، نوشته فیلیپا پیرس ساخته شده است.

## داستان
تام لانگ، پسر جوانی که در تابستان به خانه کسل کننده و قدیمی عمه و عمویش فرستاده می‌شود. یک شب، زمانی که ساعت بزرگ به‌طور مرموزی سیزده بار زنگ می‌زند، تام متوجه می‌شود که حیاط خلوت به یک باغ جادویی دوران ویکتوریا تبدیل می‌شود. او در آنجا با هتی، دختری تنها آشنا می‌شود که در این دنیای بی‌انتها همدم او می‌شود. وقتی تام هر شب به باغ بازمی‌گردد، متوجه می‌شود که زمان به‌طور عجیبی پیش می‌رود - هر بازدید نشان می‌دهد که هتی بزرگ‌تر می‌شود، از یک دختر کوچک به یک زن جوان تبدیل شده، در حالی که تام در همان سن باقی می‌ماند. تام از طریق دوستی آنها راز باغ و زندگی هتی را کشف می‌کند. در پایان و در زمان حال او متوجه می‌شود که هتی اکنون یک زن مسن است، خانم بارتولومی همسایه طبقه بالا همان هتی است، که رویاهایش گذشته و حال را به هم متصل می‌کند. این سریال به زیبایی مضامین زمان، حافظه و قدرت تخیل را بررسی می‌کند.